# Urkraft (album)
Urkraft er det tredje album fra viking metal-bandet Thyrfing som blev udgivet i 2000 gennem Hammerheart Records. På nogen udgaver af albummet er der et bonuscovernummer af "Over the Hills and Far Away" af musikeren Gary Moore. 

## Numre
1. "Mjölner" – 5:30
2. "Dryckeskväde" – 3:54
3. "Sweoland Conqueror" – 6:30
4. "Home Again" – 7:45
5. "The Breaking of Serenity" – 4:28
6. "Eldfärd" – 1:39
7. "Ways of a Parasite" – 4:39
8. "Jord" – 5:17
9. "The Slumber of Yesteryears" – 3:48
10. "Till Valfader Urgammal" – 4:00
11. "Urkraft" – 7:37
12. "Over the Hills and Far Away" – 5:01 (Gary Moore cover)